# Longhorns
Longhorns je americký hraný film z roku 2011, který režíroval David Lewis podle vlastního scénáře. Film popisuje osudy studenta Kevina, který neví, jak si přiznat, že je gay. Snímek měl světovou premiéru na Frameline Film Festivalu dne 25. června 2011.

## Děj
Příběh se odehrává v roce 1982. Na Texas University studuje Kevin. Je tajně zamilovaný do spolužáka Justina, ale odmítá si to přiznat. Když se seznámí se Cesarem, který žije jako otevřený gay, začne mezi nimi utajovaný vztah. Justin neustále Cerara uráží. Když se Kevin rozhodne odjet na víkend na venkov za svými kamarády, Stevem a Dannym, aniž by o tom Cerarovi řekl, Cesar se s ním chce rozejít. Justin má problém se zkouškou z angličtiny a chtěl by se seznámit s Cerarovou kamarádkou Marshou. Chce si tedy Cesara za každou cenu usmířit. Kevin si mezitím na ranči uvědomuje, jak moc mu Cesar chybí. Po svém návratu se usmíří.

## Obsazení
| Jacob Newton            | Kevin   |
| Derek Efrain Villanueva | Cesar   |
| Dylan Vox               | Steve   |
| Kevin Held              | Justin  |
| Stephen Matzke          | Danny   |
| Bonnie Marion           | Marsha  |
| Katrina Sherwood        | Brenda  |
| Sophia Revelli          | Camille |